# Rislak
Rislak (mađ. Réztelek, Résztelek, Újtelek, Resztelek, Resztelek-Keserutelek, Résztelek, Résztelek-Keserůtelek) je selo u jugoistočnoj Mađarskoj.
Zauzima površinu od 9,56 km četvornih.

## Zemljopisni položaj
Nalazi se u regiji Južni Alföld, na 46°35' sjeverne zemljopisne širine i 19°04' istočne zemljopisne dužine, nedaleko od Dunapataja i Szatmára.
Gubelja je zapadno, Tinja je jugozapadno, Ovamna Tinja je južno, Duolnja Jerka je jugoistočno, Jerka je sjeveroistočno, Szentkirály je istočno, Kmara je južno jugoistočno, jezero Szelid i naselje Szeliditopart su sjeverozapadno.

## Upravna organizacija
Upravno pripada kalačkoj mikroregiji u Bačko-kiškunskoj županiji. Poštanski je broj 6337. Pripadala je gradu Kalači te poslije Kmari, a danas je samostalno selo.

## Povijest
U starim dokumentima se prvi put spominje 1433.
Selo je 1952. i 1956. doživjelo prisilne migracije.
1986. je izdvajanjem sela Rislaka (mađ. Keserűtelek-Résztelek) iz Kmare formirano naselje Újtelek.

## Gospodarstvo
Poljodjelstvo. Značajne kulture su pšenica, kukuruz i suncokret.

## Stanovništvo
Stanovnike se naziva Rislačanima i Rislačankama.
2001. je u Rislaku živjelo 516 stanovnika, koji su većinom Mađari i rimokatolici, a 6% je kalvinista.